# LQG-Regler
Der LQG-Regler (von englisch linear-quadratic-gaussian regulator) stellt einen Regleransatz für Regelstrecken mit mehreren Resonanzstellen dar. Er besteht aus einem Kalman-Bucy-Filter als Beobachter und einem Zustandsregler.